# Slipknot
Slipknot és un grup de música format per nou membres procedents de Des Moines, Iowa (EUA).
Formats el 1995 i actualment formen part de la discogràfica Roadrunner Records. El grup ha tocat en molts escenaris com el festival Ozzfest (als EUA), i els seus àlbums i vídeos han estat premiats amb l'estatus de platí. El grup també ha estat premiat amb les nominacions als Grammy en “Millor grup de Heavy Metal” i “Millor artista de Hard Rock”. L'any 2006 el grup va guanyar el Grammy gràcies al seu tema “Before I Forget” del seu últim disc fins aquell moment: Vol.3 The Subliminal Verses (2003).

## Biografia
Slipknot, grup de nu metal de Des Moines, Iowa (EUA), el seu metal impactant s'amaga darrere les màscares anònimes que lluïxen els seus components a l'escenari, amb vestimentes a joc. Fou creat per Shawn Crahan (percussió) i Paul Gray (baix). El 1996, la primera formació de Slipknot va publicar el seu primer treball, gravat i distribuït de manera independent: Mate. Feed. Kill. Repeat (MFKR). Els problemes pels quals va passar el grup per arribar a fi de mes varen finalitzar amb la contractació de Roadrunner Records, una de les principals discogràfiques del metal.
Poc després, cadascun dels nou membres que formaven el grup adoptaren un nombre de la sort per portar a les seves vestimentes. Juntament amb Crahan (nombre 6) i Gray (nombre 2), estaven el nombre 8 Corey Taylor (veu), el nombre 7 Mick Thompson (guitarra), el nombre 5 Craig Jones (samples), el nombre 4 James Root (guitarra), el nombre 3 Chris Fehn (percussió), el nombre 1 Joey Jordison (bateria) i el nombre 0 Sid Wilson (DJ).
Slipknot gravaren el seu segon disc, que portava el mateix títol que la banda, als estudis Indigo Ranch de Los Angeles, Califòrnia. El treball de la producció va ser realitzat per Ross Robinson, va suposar una important millora respecte al caòtic disc de debut. També va portar a un reconeixement internacional de la banda amb una gira exhaustiva. Els singles extrets han estat “Wait and Bleed”, “Surfacing” i “Spit it Out”. La consagració del grup va fer-se present gràcies al seu segon àlbum. També produït per Ross Robinson, que es va titular “Iowa” (que és l'estat americà d'on prové el grup). Va ser un àlbum agressiu i progressiu. Els singles extrets van ser “Left Behind” i “My Plague” (aquesta va ser inclosa en la banda sonora de la pel·lícula “Resident Evil”. Gràcies a tota aquesta fama, el grup es va decidir a gravar un DVD en directe a Londres (Disasterpeices) el 25 de novembre de 2002.
Al seu treball produït per Rick Rubin de 2003, The Subliminal Verse Vol.3, fan una concepció de la seva música i podem trobar un estil bastant diferent del metall més brutal que els caracteritzava en treballs anteriors. Han estat criticats per passar-se a la música comercial, ja que el fet de trobar dues balades acústiques a l'àlbum, era un fet impensable per a molts. Els singles extrets han estat “Duality”, “Vermilion”, “Before I Forget” i “The Nameless”. L'any 2006 van treure al mercat el que seria el seu primer àlbum oficial en directe “9.0 Live”. Posteriorment, van publicar un DVD musical de nom “Voliminal: inside the Nine” (2006), i l'àlbum “All Hope Is Gone” el 2006.
Jordison va ser acomiadat de la banda a finals del 2013 i en 2014, ja incorporats Alessandro Venturella al baix i Jay Weinberg a la bateria van treure el disc ".5: The Gray Chapter”, un disc dedicat a Paul Gray, que havia mort de sobredosi.

## Discografia
- Mate.Feed.Kill.Repeat. (1996)
- Slipknot (1999)
- Iowa (2001)
- Vol. 3: (The Subliminal Verses) (2003)
- All Hope Is Gone (2008)
- 9.0 Live
- Antennas to Hell (2012)
- .5: The Gray Chapter (2014)
- We Are Not Your Kind (2019)
- The End, So Far (2022)